# Wilhelm Krause (Mediziner)
Johann Friedrich Wilhelm Krause (* 12. Juli 1833 in Hannover; † 4. Februar 1910 in Charlottenburg) war ein deutscher Anatom und Hochschullehrer.

## Leben
Wilhelm Krause, Sohn des Anatomen und Direktors des Obermedizinalkollegiums Karl Friedrich Theodor Krause in Hannover, begann im Sommersemester 1851 in Göttingen Medizin zu studieren. Hier trat er in die Burschenschaft Hannovera ein. Sein Studium setzte er in Berlin, Prag, Wien und Zürich fort; zum Dr. med. promoviert wurde er 1854 in Göttingen.
Danach arbeitete er mehrere Jahre an Krankenhäusern in Hannover. 1860 erhielt er einen Lehrauftrag für normale sowie pathologische Anatomie an der Universität Göttingen und wurde kurz darauf zum außerordentlichen Professor ernannt. 1883 reichte er seine Monografie Die Anatomie des Kaninchens bei der Universität Leipzig ein und wurde damit auch zum Dr. phil. promoviert. Von 1865 bis 1891 war er als Assessor Mitglied der Physikalischen Klasse der Akademie der Wissenschaften zu Göttingen. Nach sechs Semestern seines Medizinstudiums hatte Robert Koch eine von Krause gestellte pathologische Preisaufgabe gelöst. Ab Januar 1892 wurde Krause Laboratoriumsvorstand und zugleich mit der Wahrnehmung der Kustodengeschäfte des Anatomischen Instituts der Universität Berlin beauftragt.
Am 31. Mai 1892 habilitierte sich Wilhelm Krause in Berlin; anschließend erfolgte seine Ernennung zum ordentlichen Professor für Anatomie. Im Jahre 1897 unternahm er eine Studienreise nach Australien zwecks anthropologischer Studien.
Seine vielfältigen Forschungsergebnisse publizierte er in über 100 Veröffentlichungen, zum Teil als Monografien, teilweise in medizinischen Zeitschriften. Er befasste sich nicht nur mit anatomischen Problemen, sondern arbeitete auch auf anderen Gebieten der Medizin, so beispielsweise im Bereich der Entwicklungsgeschichte. Außerdem nahm er Untersuchungen an Tieren vor. 1860 entdeckte er die nach ihm benannten Krausschen Endkolben (Kälterezeptoren der Haut).
Das von seinem Vater begonnene dreibändige Handbuch der Anatomie des Menschen gab er ab der 3. Auflage von 1876 an heraus. Dieses Werk wurde auch in die ungarische und französische Sprache übersetzt. 1899 erschien sein Handbuch der Anatomie des Menschen. Wilhelm Krause hat großen Anteil hinsichtlich der Vereinheitlichung der anatomischen Nomenklatur.

## Ehrungen
Verleihung des Titels Geheimer Medizinalrat

## Veröffentlichungen (Auswahl)
- Die Brechungsindices der durchsichtigen Medien des Auges, Hannover 1855
- Die terminalen Körperchen der einfachen sensiblen Nerven, Hannover 1860
- Die Trichinenkrankheit und ihre Verhütung, Göttingen 1863
- Varietäten der Arterien und Venen, Braunschweig 1868
- Über die Allantois des Menschen, in: Archiv für Anatomie, Physiologie und wissenschaftliche Medicin, 1875, S. 215–216
- Die Anatomie des Kaninchens. In topographischer und operativer Rücksicht bearbeitet, 2. Aufl., W. Engelmann, Leipzig 1883
- Handbuch der menschlichen Anatomie, mehrere Auflagen bis 1880, 3 Bände, Hahnsche Hofbuchhandlung, Hannover
- Handbuch der Anatomie des Menschen mit einem Synonymregister, S. Hirzel, Leipzig 1899